# Dominic Rhodes
Dominic Dondrell Rhodes (Waco, Texas, 17 de janeiro de 1979) é um ex jogador de futebol americano da National Football League que atuava na posição de running back na National Football League. Rhodes estudou na Abilene Cooper High School onde começou a praticar futebol americano.

## College Football
Rhodes conseguiu ser aceito em algumas universidades como a Texas Tech University e a Texas Christian University. Porém ele assinou com a Tyler Junior College em Tyler, Texas. Rhodes jogou por dois anos na Tyler Junior College onde foi selecionado All-America e nomeado duas vezes all-conference. Dominic Rhodes foi então para a Midwestern State University onde se destacou como running back.

## NFL

### Indianapolis Colts
Depois de dois anos na Midwestern State University, Rhodes decidiu tentar a sorte na NFL. Apesar de um excelente desempenho na faculdade, ele não foi selecionado no Draft de 2001. Porém ele acabou acertando com o Indianapolis Colts para jogar a temporada 2001-2002 da liga.
Em 2001 em um jogo contra o Kansas City Chiefs, Rhodes retornou um punt para Touchdown. Naquele jogo o running back titular dos Colts, Edgerrin James, machucou o joelho e ficou de fora o resto da temporada. Com isso, Rhodes passou a ser o titular para os Colts durante o final da temporada de 2001. Neste ano, Rhodes correu para mais jardas que qualquer outro undrafted rookie na história da NFL com 1 104 jardas acumuladas, apesar de ter começado apenas os 9 jogos finais. Rhodes pedeu praticamente toda a temporada de 2002 por causa de uma contusão e após se recuperar, ele tornou-se o backed up de E. James de 2003 a 2005.
Durante a temporada de 2006 da NFL, Rhodes dividiu o tempo em campo com o running back rookie (novato) Joseph Addai, ja que James foi jogar no Arizona Cardinals. Rhodes terminou aquele ano com 641 jardas e 5 touchdowns enquanto Addai conseguiu o drobro de jardas e touchdowns. No dia 4 de fevereiro de 2007, no Super Bowl XLI, ele marcou um touchdown e correu para mais de 100 jardas para ajudar o Colts na conquista do Título na vitória sobre o Chicago Bears por 29 a 17.

### Oakland Raiders
Rhodes se tornou um free agent em 2007 e decidiu testar o mercado de jogadores. No dia 9 de março, ele assinou um contrato de 2 anos valendo US$7.5 milhões com o Oakland Raiders. No dia 3 de julho, Rhodes foi suspenso por 4 jogos por vilolar a polica da NFL sobre substancias ilícitas. Sua passagem pelos Raiders foi curta e muito ruim, onde ele acabou fazendo apenas 302 jardas e 1 TD.
Rhodes foi liberado pelos Raiders no dia 28 de abril, dois dias depois do time ter selecionado o running back Darren McFadden no Draft de 2008 da NFL.

### De volta a Indianapolis
No dia 7 de maio de 2008, Rhodes retornou aos Colts e assinou um acordo de US$605,000 válido por 1 ano. Ele fez um bom trabalho como reserva do RB Addai com 6 TDs e 538 jardas. 

### Buffalo Bills
No dia 17 de abril de 2009, Dominic Rhodes assinou um contrato com o Buffalo Bills por dois anos. Mas ele foi dispensado em 5 de setembro de 2009.

### Florida Tuskers
Rhodes foi então para o Florida Tuskers da UFL em 2010. Dominic atuou muito bem quebrando o recorde da UFL naquela temporada com 10 touchdowns,  547 jardas terrestres e 918 jardas totais. Ele terminou em terceiro na UFL em jardas de scrimmage com 652 jardas e segundo em média de jardas por retorno de kickoff com 21.7. Rhodes marcou ao menos um touchdown em cada um dos primeiros sete jogos da temporada.

### Terceira ida aos Colts
Em 7 de dezembro de 2010, Dominic Rhodes anunciou seu retorno aos Indianapolis Colts da NFL, depois do time sofrer com várias contusões. Com Joseph Addai, Mike Hart e Donald Brown machucados, os Colts tiveram de procurar free agents para suprir a posição de running back. Foi dispensado pelo time em 2011.

## Números e estatísticas

### Números da Carreira
- Jardas Corridas: 3 114
- Média de Jardas por corrida: 4.0
- Touchdowns Correndo: 26

- Recepções: 147
- Jardas Recebidas: 1 025
- Touchdowns recebidos: 4

### Estatísticas
| Ano   | Time | Jogos | Titular | Corridas | Jardas | Jardas por corrida | TDs |
| 2001  | IND  | 15    | 10      | 233      | 1 104  | 4.7                | 9   |
| 2002  | IND  | 0     | 0       | 0        | 0      | 0                  | 0   |
| 2003  | IND  | 11    | 0       | 37       | 157    | 4.2                | 0   |
| 2004  | IND  | 16    | 0       | 53       | 254    | 4.8                | 1   |
| 2005  | IND  | 13    | 1       | 40       | 118    | 2.9                | 4   |
| 2006  | IND  | 16    | 16      | 187      | 641    | 3.4                | 5   |
| 2007  | OKL  | 10    | 2       | 75       | 302    | 4.0                | 1   |
| 2008  | IND  | 15    | 4       | 152      | 538    | 3.5                | 6   |
| 2010  | IND  | 3     | 0       | 37       | 172    | 4.6                | 0   |
| Total | N/A  | 99    | 33      | 814      | 3 286  | 4.0                | 26  |